# ماكس نيوهاوس
ماكس نيوهاوس (بالإنجليزية: Max Neuhaus)‏ هو فنان إيقاعي وموسيقي وملحن أمريكي، ولد في 9 أغسطس 1939 في بومونت في الولايات المتحدة، وتوفي في 3 فبراير 2009 في Marina di Maratea ‏ في إيطاليا.

## وصلات خارجية
- الموقع الرسمي
- ماكس نيوهاوس على موقع ميوزك برينز (الإنجليزية)
- ماكس نيوهاوس على موقع ديسكوغز (الإنجليزية)